# Мудров, Михаил Иванович
Михаил Иванович Мудров (1919 — 29 января 1944) — лётчик-истребитель, ас, один из самых результативных асов ВВС РККА, сбивший в воздушных боях 36 самолетов противника, участник Великой Отечественной войны, командир эскадрильи 3-го гвардейского истребительного авиационного полка 235-й истребительной авиационной дивизии 10-го истребительного авиационного корпуса 2-й Воздушной армии. Герой России (Золотая Звезда № 142).

## Биография
Родился в 1919 году в посёлке Гулушек (ныне — Балахтинского района Красноярского края). Русский. Окончил 7 классов средней школы № 6 в селе Светлолобово.
С 1938 года в рядах РККА, призван Новосёловским РВК Красноярского края. Окончил 30-ю Читинскую военную авиационную школу пилотов. Член ВКП(б) с 1943 года.

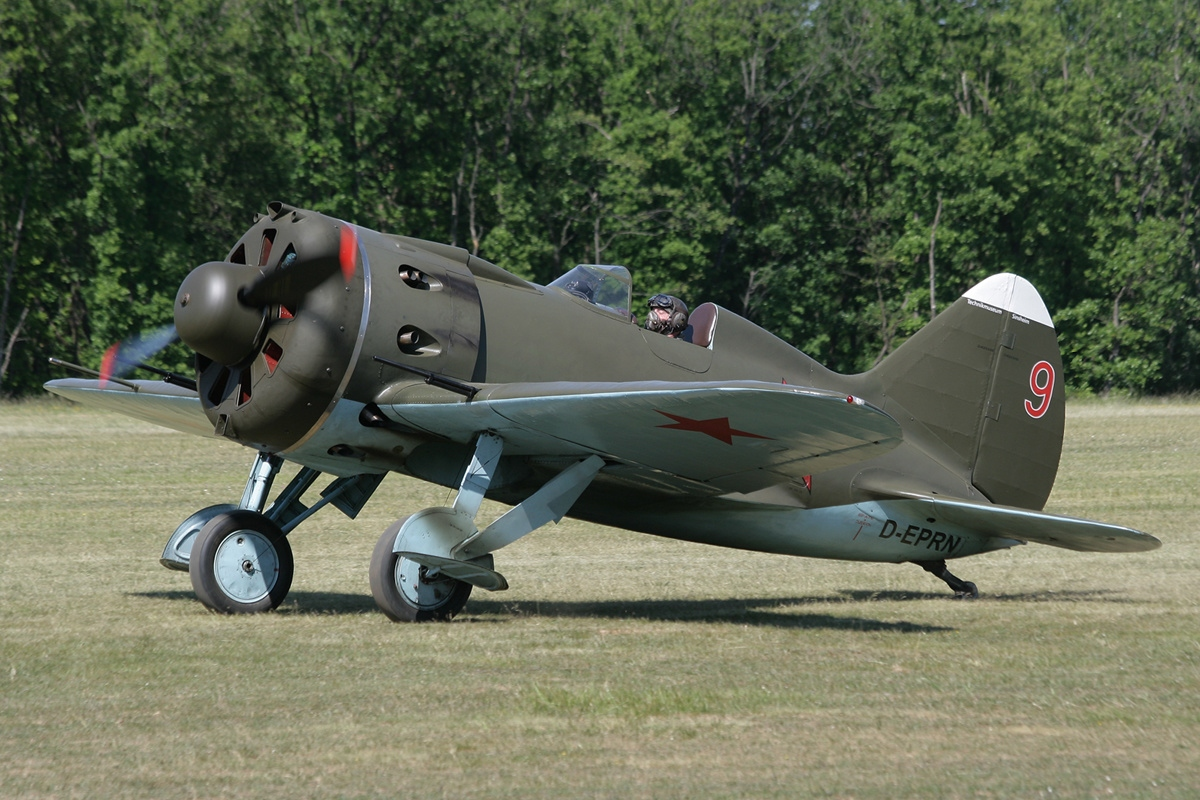
Самолет И-16

На фронтах Великой Отечественной войны с 22 июня 1941 года. Младший лейтенант М. И. Мудров в действующей армии в составе 155-го истребительного авиационного полка (преобразован в 3-й гвардейский истребительный авиационный полк) в должности лётчика. Сражался на Карельском, Волховском, Ленинградском, Сталинградском, Южном, Северо-Кавказском, Воронежском и 1-м Украинском фронтах. Летал на И-16, ЛаГГ-3 и Ла-5.
Свою первую победу в воздушном бою одержал осенью 1941 г. Участвуя в Сталинградской битве гвардии старший лейтенант Мудров уже имел боевой опыт, занимал должность командира звена. Самым успешным для него стал день 28 ноября 1942 года, когда он сбил три немецких самолета — два бомбардировщика (Ju-88 и Ju-87) и один истребитель (Me-109).
Весной 1943 года участвовал в воздушной битве на Кубани. Ярко проявился талант летчика-истребителя в Курской битве. Только с 4 по 13 августа сбил 8 самолетов лично. При этом 12 августа 1943 года он повторил свой подвиг почти годичной давности, сбив за один день три самолета — два пикирующих бомбардировщика (Ju-87) и один истребитель (Me-109). В боях над Днепром и на Правобережной Украине боевой счет пилота продолжал быстро расти. В январе 1944 года он стал одним из самых результативных асов советских ВВС.
Мнение о сбитых им самолетах противника расходятся: имея на боевом счету в 420 боевых вылетах 30 самолетов врага, сбитых лично и 7 самолетов — в группе, по данным М. Ю. Быкова: 27 личных и 9 групповых побед, по данным других источников — одержано 48 побед, при этом 48-я — последняя победа одержана в последний день. Был дважды ранен в боях.
27 января 1944 года командир эскадрильи 3-го гвардейского Ростов-Донского Краснознамённого истребительного авиационного полка (235-я Сталинградская истребительная авиационная дивизия) гвардии капитан М. И. Мудров в воздушном бою был подбит, но сумел посадить машину на лёд пруда у города Погребище Винницкой области Украинской ССР. Далее официальная версия гласит, что потерявшего сознание лётчика доставили в госпиталь, где он не приходя в сознание скончался через несколько дней. Его похоронили в безымянной могиле около сельского клуба. В части его посчитали пропавшим без вести. Через тридцать лет после войны в 1975 году неравнодушные люди опознав летчика, перезахоронили его останки в братской могиле на площади Героев в центре г. Погребище Винницкой области.
По другой версии, восстановленной после гибели Мудрова через много лет, после воздушного боя над г. Погребище, где он сбил очередного, 48-го по счету воздушного противника, самолет Мудрова был подбит и не мог далее продолжать полет на свой аэродром. Лётчик принял решение сажать самолет, но на посадке перед приземлением на главную улицу города обнаружил скопление местных жителей в месте посадки, отвернул самолет в сторону, но не хватило высоты. Вынужденная посадка была произведена в район местного водохранилища, врезавшись в косогор, самолет разрушился, лётчик получил серьёзные травмы и потерял сознание. Мародеры ограбили лётчика, забрав у него планшет с картой, ордена, ценные вещи и документы. Потерявшего сознание лётчика местные жители доставили в ближайший военный госпиталь, где он скончался не приходя в сознание 29 января 1944 года. Был похоронен в безымянной могиле рядом с госпиталем, так как не было документов и никто не мог опознать лётчика.
Представления на звание Героя Советского Союза так и осталось не подписанными в штабе 2-й Воздушной армии по ряду причин: за количество сбитых самолетов Мудрову М. И. положено было давать звание дважды Героя, а ему ещё на дали даже одного звания, в своей части он считался пропавшим без вести, что стало причиной официального отказа в присвоении звания Героя Советского Союза. К высокому званию Мудрова трижды представляли, но то неправильно указано звание, то представление где-то затерялось, то к моменту очередного представления уже нужно присваивать вторую звезду, а ещё первой нет…
Указом Президента Российской Федерации командир эскадрильи 3-го гвардейского Ростов-Донского Краснознамённого истребительного авиационного полка 235-й Сталинградской истребительной авиационной дивизии 10-го Сталинградского ордена Богдана Хмельницкого II степени истребительного авиационного корпуса гвардии капитан Михаил Иванович Мудров удостоен звания Героя Российской Федерации (посмертно).
За время войны:
| Выполнил боевых вылетов | Сбил самолетов противника лично | Сбил самолетов противника в группе |
| ----------------------- | ------------------------------- | ---------------------------------- |
| 420                     | 30 (27) (48)                    | 7 (9)                              |

## Участие в операциях и сражениях

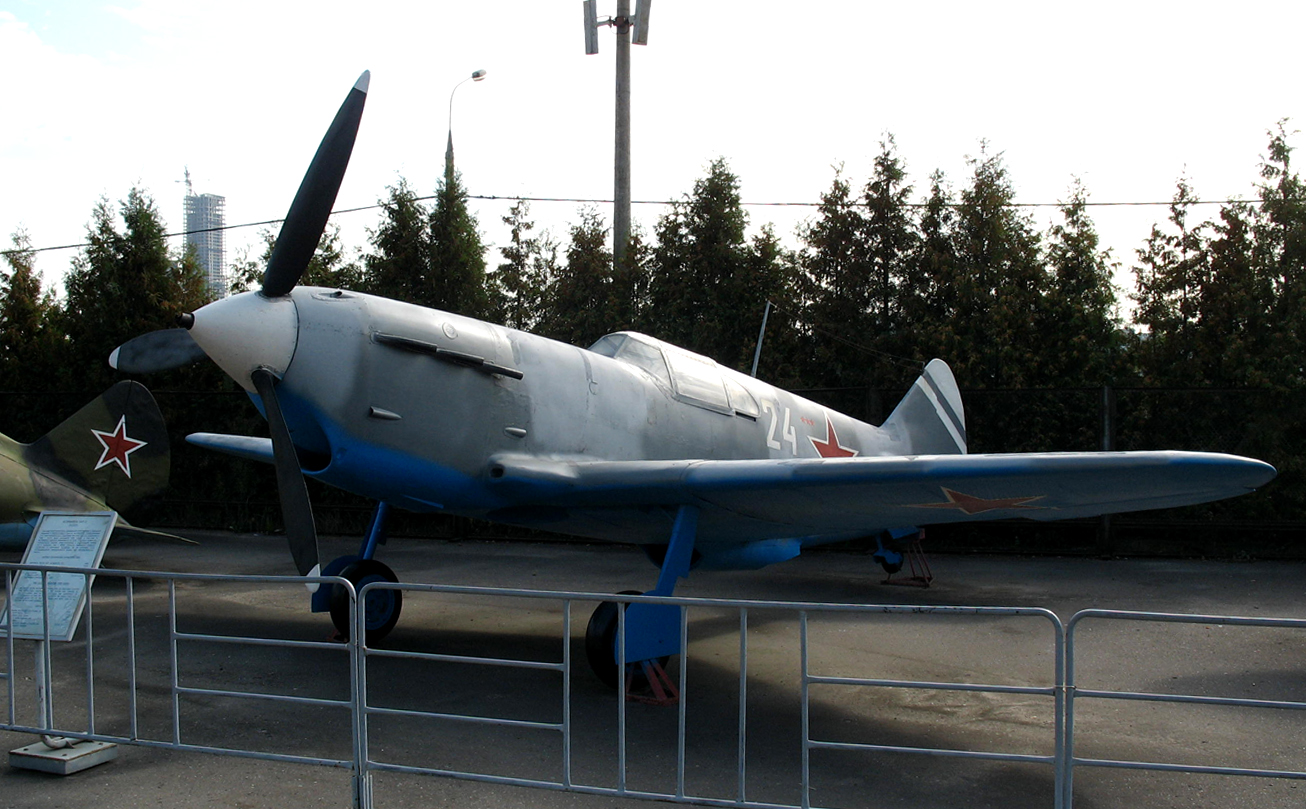
Истребитель ЛаГГ-3

- Великолукская операция с 23 ноября 1942 года по 18 марта 1943 года.
- Демянская операция с 15 февраля 1943 года по 28 февраля 1943 года.
- Сталинградская операция с 19 ноября 1942 года по 2 февраля 1943 года.
- Ростовская операция с 1 января 1943 года по 18 февраля 1943 года.
- Ворошиловградская операция (Скачок) с 29 января 1943 года по 18 августа 1943 года.
- Воздушное сражение на Кубани с 17 апреля 1943 года по 7 июня 1943 года.
- Курская битва с 5 июля 1943 года по 23 августа 1943 года
- Изюм-Барвенковская операция — с 21 июля 1943 года по 27 июля 1943 года
- Белгородско-Харьковская операция — с 3 августа 1943 года по 23 августа 1943 года
- Донбасская операция — в период с 13 августа 1943 года по 22 сентября 1943 года
- Днепровская воздушно-десантная операция — в период с 23 сентября 1943 года по 13 ноября 1943 года
- Запорожская операция — в период с 10 октября 1943 года по 14 октября 1943 года
- Киевская операция — в период с 3 ноября 1943 года по 22 декабря 1943 года
- Корсунь-Шевченковская операция— в период с 24 января 1944 года по 17 февраля 1944 года

## Воздушные победы
| Дата          | Противник               | Место ведения воздушного боя | Свой самолёт |
| ------------- | ----------------------- | ---------------------------- | ------------ |
| 30.03.1942 г. | 1 Ме-109 (в группе ¼)   | Мясной Бор                   | ЛаГГ-3, Ла-5 |
| 09.05.1942 г. | 1 Ме-109                | разъезд Жарок                | ЛаГГ-3, Ла-5 |
| 09.05.1942 г. | 2 Ме-109 (в группе 2/4) | разъезд Жарок                | ЛаГГ-3, Ла-5 |
| 28.11.1942 г. | 2 Ju-87 (в группе 2/3)  | Карповка — Бузиновка         | ЛаГГ-3, Ла-5 |
| 28.11.1942 г. | 2 Ju-88 (в группе 2/3)  | Бузиновка — Советский        | ЛаГГ-3, Ла-5 |
| 12.12.1942 г. | 1 He-111 (в группе 1/3) | севернее аэродрома Питомник  | ЛаГГ-3, Ла-5 |
| 13.12.1942 г. | 1 Ме-109                | Челиков                      | ЛаГГ-3, Ла-5 |
| 19.02.1943 г. | 1 Ме-110                | район Сталинграда            | ЛаГГ-3, Ла-5 |
| 01.06.1943 г. | 1 Ме-109                | Киевское                     | ЛаГГ-3, Ла-5 |
| 02.06.1943 г. | 1 Ме-109                | Киевское                     | ЛаГГ-3, Ла-5 |
| 03.06.1943 г. | 1 Ме-109 (в паре ½)     | западнее Молдаванское        | ЛаГГ-3, Ла-5 |
| 04.06.1943 г. | 1 Ju-88                 | северо — западнее Крымская   | ЛаГГ-3, Ла-5 |
| 05.06.1943 г. | 1 Ме-109                | восточнее Абинская           | ЛаГГ-3, Ла-5 |
| 04.08.1943 г. | 1 Ме-109                | Томаровка                    | ЛаГГ-3, Ла-5 |
| 05.08.1943 г. | 1 Hе-111                | Томаровка                    | ЛаГГ-3, Ла-5 |
| 05.08.1943 г. | 1 Ме-109                | севернее Томаровка           | ЛаГГ-3, Ла-5 |
| 10.08.1943 г. | 1 Hs-126                | Шаровка                      | ЛаГГ-3, Ла-5 |
| 10.08.1943 г. | 2 He-111                | Червоный Прапор              | ЛаГГ-3, Ла-5 |
| 12.08.1943 г. | 1 Ju-87                 | южнее Шаровка                | ЛаГГ-3, Ла-5 |
| 12.08.1943 г. | 2 Ju-87                 | Шаровка                      | ЛаГГ-3, Ла-5 |
| 12.08.1943 г. | 1 Ме-109                | Павловка                     | ЛаГГ-3, Ла-5 |
| 13.08.1943 г. | 1 Ju-87                 | юго — восточнее Богодухов    | ЛаГГ-3, Ла-5 |
| 06.10.1943 г. | 1 Ме-109                | южнее Дьяболовичи            | ЛаГГ-3, Ла-5 |
| 08.10.1943 г. | 1 Ju-87                 | Горностайполь                | ЛаГГ-3, Ла-5 |
| 13.10.1943 г. | 1 Ме-109                | Гребени                      | ЛаГГ-3, Ла-5 |
| 21.10.1943 г. | 1 Fw-190                | восточнее Липовый Рог        | ЛаГГ-3, Ла-5 |
| 22.10.1943 г. | 1 Fw-190                | Ульяники                     | ЛаГГ-3, Ла-5 |
| 05.11.1943 г. | 1 Fw-190                | севернее Пирогово            | ЛаГГ-3, Ла-5 |
| 12.12.1943 г. | 1 Fw-190                | Чудин                        | ЛаГГ-3, Ла-5 |
| 15.12.1943 г. | 1 Fw-190                | западнее Красногорка         | ЛаГГ-3, Ла-5 |
| 10.01.1944 г. | 1 Ме-109                | юго — западнее Вахновка      | ЛаГГ-3, Ла-5 |

- Воздушные победы приведены в соответствии с данными М. Ю. Быкова[4] Итого сбито — 36, из них лично — 27, в группе — 9

## Награды
- Герой Российской Федерации[3] (№ 142, 10.04.1995 г.)
- Орден Красного Знамени[1] (27.08.1943 г.)
- орден Александра Невского[5] (31.12.1943 г.)
- Орден Отечественной войны 1-й степени (12.1942 г.)

## Память
- Именем Мудрова М. И. названа улица в его родном селе
- Именем Мудрова М. И. названа улица в райцентре Балахта Красноярского края
- в селе Чистое Поле Красноярского края, где жили с 1938 года его родители, брат и сестра улице присвоено имя Мудрова М. И.
- Имя М. И. Мудрова присвоено средней школе № 6 в селе Светлолобово Новосёловского района. В школе создан музей, где есть экспозиция, посвященная легендарному земляку[6]
- В Балахте и в Светлолобово установлены мемориальные доски
- В посёлке Чистое поле Балахтинского района открыли памятную доску на улице, носящей имя Героя России Михаила Ивановича Мудрова[7]